# Tosin Kehinde
Tosin Kehinde, né le 18 juin 1998 à Lagos au Nigeria, est un footballeur nigérian qui évolue au poste d'ailier gauche au Ferencváros TC.

## Biographie

### Jeunesse et formation
Né à Lagos au Nigeria, Tosin Kehinde est formé en Angleterre, à Manchester City puis Manchester United. Il ne joue toutefois aucun match avec l'équipe première et n'est pas conservé par le club, qu'il quitte librement à expiration de son contrat en juin 2018. Des clubs comme Derby County s'intéressent alors à lui.
En août 2018, il prend finalement la direction du Portugal en s'engageant avec le CD Feirense.

### Randers FC
En juillet 2019, Kehinde est prêté au Randers FC, au Danemark. Il joue son premier match en professionnel avec ce club, le 9 août 2019, lors d'une rencontre de championnat face à l'Odense BK. Il entre en jeu lors de cette rencontre perdue par son équipe sur le score de un but à zéro. Le 5 juillet 2020, il inscrit son premier but en professionnel, d'une frappe lointaine sur la pelouse de l'Hobro IK en championnat, permettant à son équipe de l'emporter 2-3.
Le 24 août 2020, Kehinde s'engage définitivement avec le Randers FC, pour un contrat courant jusqu'à l'été 2023.

### Ferencváros TC
En fin de contrat au Randers FC, Tosin Kehinde rejoint le Ferencváros TC au 1er juillet 2023. Le transfert est annoncé dès le 7 juin 2023.
Kehinde marque son premier but pour Ferencváros le 17 août 2024, lors d'une rencontre de championnat face au Újpest FC. Entré en jeu à la place de Mohamed Ali Ben Romdhane, l'ailier nigérian donne la victoire à son équipe en étant l'unique buteur de la partie.

### En sélection
Tosin Kehinde est éligible pour jouer pour le Nigeria ou l'Angleterre, mais son choix se porte sur le Nigeria.

## Palmarès

### En club
| Randers FC (1)                              | Ferencváros TC (1)                               |
| ------------------------------------------- | ------------------------------------------------ |
| Coupe du Danemark (1) : - Vainqueur : 2021. | - Championnat de Hongrie (1) : - Champion : 2024 |